# Prestataire logistique

## Les acteurs

### Les grands acteurs
Il s'agit d'opérateurs issus des métiers du transport, du commerce (grossistes), ou de la distribution de courrier (les postes), tous de taille internationale. Tous sont aussi lancés dans une stratégie de croissance interne, en s'implantant sur les marchés "neufs" (pays de l'Est) ou externe, en achetant leurs confrères.
Pour certains d'entre eux, l'activité logistique est devenue le moyen de l'activité financière ; ainsi, certains d'eux ont été ou sont contrôlés par des fonds de pension.

### Les acteurs de taille modeste
Ils sont principalement issus du monde du transport.

### Spécialisation des entreprises sur leur cœur de métier
La spécialisation de la fonction logistique se traduit en même temps par la croissance de la part de la sous-traitance (externalisation). De cette manière, les entreprises industrielles ou commerciales concentrent leurs efforts sur leur cœur de métier. Ceci signifie aussi que le prix à payer est le partage de nombreuses informations entre le donneur d'ordre et le prestataire logistique. Paradoxalement, alors que la fonction logistique diverge, la contrepartie est une plus grande intégration des systèmes de communications et d'informations. Le client accède ainsi à une logistique « virtuelle », la sienne !

### Le recours à la sous-traitance
La montée en puissance des logisticiens illustre bien le développement de la logistique et sa professionnalisation (le taux moyen d’externalisation des taches logistiques est en augmentation). Néanmoins, si ces spécialistes de la logistique prennent en charge de plus en plus d’opérations de gestion de la chaîne logistique, ils pratiquent eux-mêmes énormément la sous-traitance.
Cette sous-traitance met en œuvre notamment des transporteurs routiers : comme le transport routier de marchandises est généralement fragmenté sur de nombreuses petites et moyens entreprises PME ou très petites entreprises TPE, implantées sur un territoire limité, la fonction logistique est donc aussi l'affaire de nombreux prestataires locaux.
La logistique est un élément clé du développement économique. Selon l'association française pour la logistique (ASLOG) , la part du chiffre d'affaires consacrée à la logistique, en 2001/2002 était de 7,7 %, de 8,8 % en 2003/2004, enfin de 9,9 % en 2005/2006.
Toujours selon la même association : "À cela 3 raisons majeures :
- La mondialisation des marchés qui allonge les chemins logistiques
- Les délocalisations industrielles qui diminuent les prix de revient industriel
- L’augmentation du prix des carburants du transport"

### Ouverture des marchés
Pour conserver leur indépendance, en devenant trop chères pour être achetées, les entreprises visent la croissance interne, et par conséquent des parts de marché de plus en plus larges, plutôt que de se restreindre à un marché local.

### Mise en place dumarché unique
Cette croissance est favorisée par une relative homogénéité des habitudes de consommation dans les pays développés, par l'absence ou l'effacement des frontières au niveau du continent (américain du Nord, européen), par les directives de l'Organisation mondiale du commerce (OMC) qui prônerait par l'accord général sur le commerce des services (AGCS), entre autres, l'ouverture très générale au marché et à la concurrence pour la plupart des marchandises, des biens et des services, les états ne conservant qu'une liberté et un pouvoir d'organisation et de contrôle très limités.
Sur ce point, l'O.M.C. communique : (NOUVELLES: COMMUNIQUÉ DE PRESSE 2002  - PRESS/299 - 28 juin 2002) : "Le directeur général de l'OMC et le président des négociations sur les services menées à l'OMC nient que, comme certains le prétendent, les services publics soient menacés : M. Mike Moore, Directeur général de l'Organisation mondiale du commerce, et M. l'Ambassadeur Alejandro Jara (Chili), Président de la session extraordinaire du Conseil du commerce des services de l'OMC, ont souligné aujourd'hui que les négociations menées à l'OMC en vue de libéraliser le commerce des services ne menaçaient pas les services publics et que ces secteurs de l'économie de services étaient en fait exclus des négociations.
S'exprimant avant une série importante de réunions sur les services qui doivent avoir lieu le mois prochain, ces deux représentants de l'OMC ont souligné qu'encourager la concurrence par le biais de la libéralisation pouvait procurer d'énormes avantages économiques, en particulier dans les pays en développement. Mais ils ont indiqué clairement que chaque gouvernement avait le droit d'exclure des négociations les services publics - y compris les services de santé, d'éducation et de distribution d'eau - et qu'il leur appartenait de décider des secteurs de services qu'ils souhaitaient libéraliser et de ceux qu'ils ne souhaitaient pas libéraliser."
Dans la mesure où l'activité le permet, certaines entreprises concentrent la totalité de leurs activités sur un seul site de production et dans une moindre mesure, sur un seul site logistique européen, pour approvisionner tout le continent. Ce phénomène a été favorisé par la réduction du coût des transports.

### Influence du coût des carburants, de la main-d’œuvre et de la pression environnementale
Pour des raisons économiques (renchérissement du coût des carburants, pression fiscale sur certains modes de transport polluants, renchérissement du coût de la main-d’œuvre des pays de l'Est et des pays asiatiques), cette tendance commence, en 2007, à s'inverser. La demande des consommateurs et des gouvernements pour des transports plus respectueux de l'environnement et une réorientation de nombreuses subventions de la route vers le rail, ferroutage et canal semble être une tendance lourde. La performance environnementale, en matière de moindre émission de carbone notamment devient un atout pour les entreprises de logistique

### Classification des entreprises
Les prestataires logistiques et les entreprises clientes peuvent aussi être arbitrairement classés en fonction du taux d'externalisation ou de prise en charge de la fonction logistique par un tiers :
1. Les « 1PL » (First party logistics) : sous-traitance du transport
2. Les « 2PL » (Second party logistics) : externalisation du transport et de l’entreposage.
3. Les « 3PL » (Third party logistics) : externalisation classique, qui consiste à confier à un spécialiste la réalisation des opérations logistiques et la mise en place des outils, compétences et systèmes nécessaires, avec l'objectif d'améliorer la performance (réalisation de tâches de plus en plus variées).
4. Les « 4PL » (Fourth party logistics) : formule d'externalisation plus poussée ; le prestataire n'a plus en charge la distribution d'un produit sur une région donnée, mais l'optimisation d'une chaîne intégrant son client, les clients et les fournisseurs de son client.